# Napadi leoparda
Napadi leoparda su napadi na ljude, druge leoparde i druge životinje od strane leoparda. Učestalost napada leoparda na ljude varira u zavisnosti od geografskog područja i istorijskog perioda. Uprkos širokoj rasprostranjenosti leoparda (Panthera pardus) od podsaharske Afrike do jugoistočne Azije, napadi se redovno prijavljuju samo u Indiji i Nepalu. Od pet „velikih mačaka“, manje je verovatno da će leopardi postati ljudožderi — samo jaguari i snežni leopardi su na manje lošem glasu. Međutim, leopardi su ozvaničeni lovci na primate koji nisu ljudi, a koji ponekad hvataju i velike vrste poput gorila zapadne nizije.  Drugi primati mogu činiti 80% ishrane leoparda. Dok leopardi uglavnom izbegavaju ljude, oni tolerišu blizinu ljudi bolje od lavova i tigrova, i često dolaze u sukob sa ljudima prilikom napada na stoku.
Napadi indijskog leoparda su možda dostigli svoj vrhunac tokom kasnog devetnaestog i početka dvadesetog veka, što se poklopilo sa ubrzanom urbanizacijom. Napadi u Indiji su još uvek relativno česti, a u nekim delovima zemlje leopardi ubijaju više ljudi nego svi drugi veliki mesožderi zajedno. Indijske države Gudžarat, Himačal Pradeš, Maharaštra, Utarakand i Zapadni Bengal doživljavaju najozbiljniji sukob između ljudi i leoparda. U Nepalu, većina napada se dešava u srednjim regionima (Terai i niži Himalaji). Jedna studija je zaključila da je stopa napada leoparda na ljude u Nepalu 16 puta veća nego bilo gde drugde, što rezultira sa oko 1,9 ljudskih smrti godišnje na milion stanovnika, u proseku 55 ubistava godišnje. U bivšoj sovjetskoj centralnoj Aziji, napadi leoparda su prijavljeni na Kavkazu, u Turkmeniji (današnji Turkmenistan) i u regionu Lankaran u današnjem Azerbejdžanu. Retki napadi su se desili u Kini.
Moguće je da ljudi pobede u borbi protiv leoparda, kao u slučaju 56-godišnje žene koja je srpom i lopatom ubila leoparda koji ju je napao, i koja je preživela sa teškim povredama, kao i u slučaju 73-godišnjeg muškarca iz Kenije koji je leopardu naneo fatalne povrede otkinuvši mu jezik. Na globalnom nivou, napadi na ljude — posebno napadi koji nisu fatalni i koji rezultiraju samo lakšim povredama — verovatno ostaju nedovoljno prijavljeni zbog nedostatka programa za praćenje i standardizovanog protokola izveštavanja.